# Chelsea Hodges
Chelsea Mae Hodges (27 de junio de 2001) es una deportista australiana que compite en natación.
Participó en los Juegos Olímpicos de Tokio 2020, obteniendo una medalla de oro en la prueba de 4 × 100 m estilos. Ganó una medalla de oro en el Campeonato Mundial de Natación en Piscina Corta de 2022, en el relevo 4 × 50 m estilos.
En 2022 fue condecorada con la Medalla de la Orden de Australia (OAM).

## Palmarés internacional
| Juegos Olímpicos                    | Juegos Olímpicos      | Juegos Olímpicos | Juegos Olímpicos  |
| Año                                 | Lugar                 | Medalla          | Prueba            |
| ----------------------------------- | --------------------- | ---------------- | ----------------- |
| 2020                                | Tokio (Japón)         | Medalla de oro   | 4 × 100 m estilos |
| Campeonato Mundial en Piscina Corta |                       |                  |                   |
| Año                                 | Lugar                 | Medalla          | Prueba            |
| 2022                                | Melbourne (Australia) | Medalla de oro   | 4 × 50 m estilos  |